# 8229 Kozelský
8229 Kozelský eller 1996 YU2 är en asteroid i huvudbältet som upptäcktes den 28 december 1996 av de båda tjeckiska astronomerna Marek Wolf och Lenka Kotková vid Ondřejov-observatoriet. Den är uppkallad efter den tjeckiska teleskopmakaren Frantisek Kozelský.
Asteroiden har en diameter på ungefär 13 kilometer.